# Dennis Andersen
Pas d'image ? Cliquez ici
Dennis Andersen, né le 22 juin 1974 à Vejle au Danemark, est un pilote automobile danois ayant participé aux 24 Heures du Mans,, ainsi qu'au championnat European Le Mans Series.

## Carrière

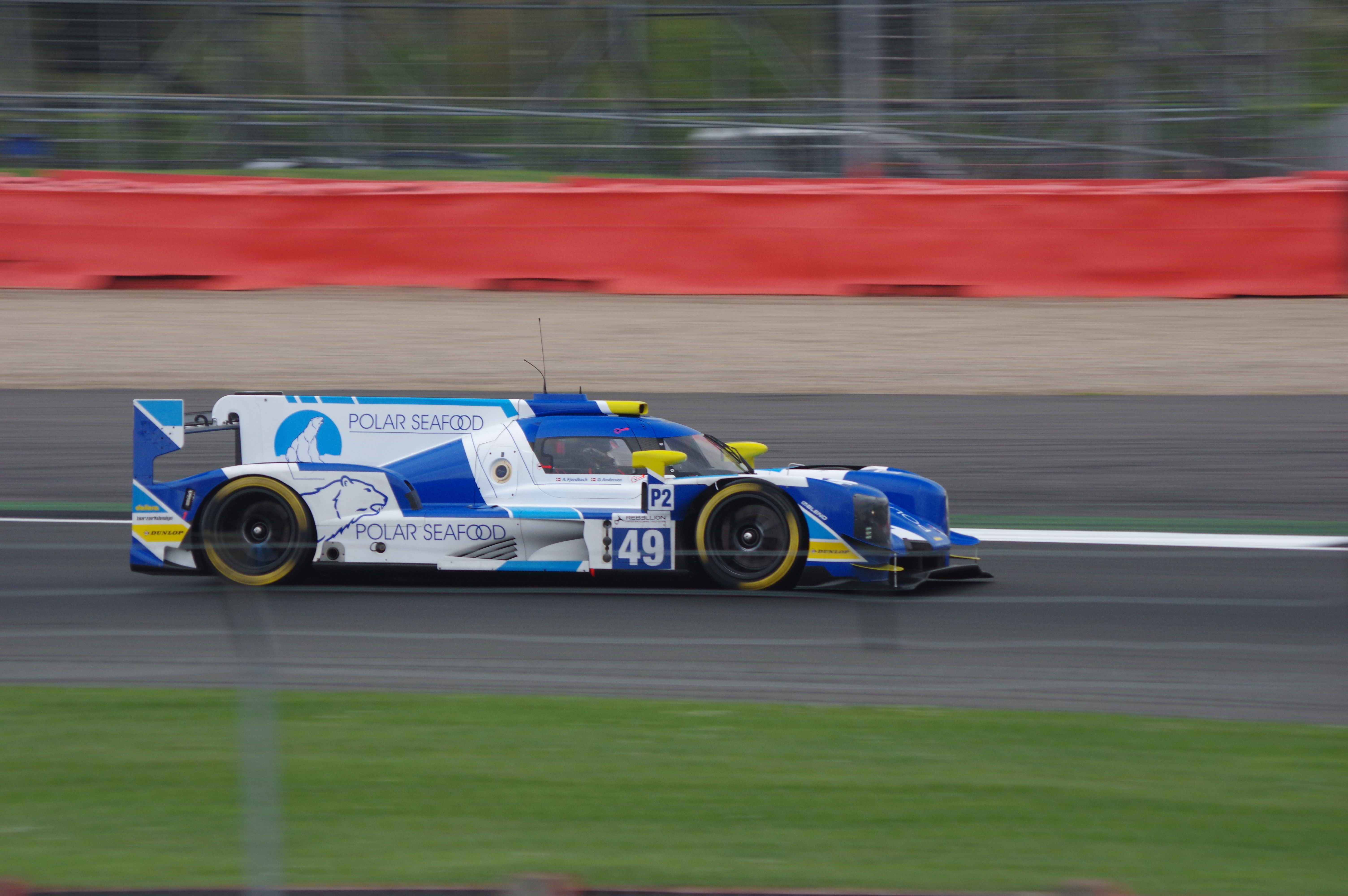
Dallara P217 n°49 pilotée par Dennis Andersen de l'écurie High Class Racing aux 4 Heures de Silverstone 2017

En 2017, Dennis Andersen, après avoir roulé en Blancpain GT Series, s'est engagé avec la nouvelle écurie danoise, le High Class Racing dans le championnat European Le Mans Series. Le championnat a débuté des meilleures manières car pour les deux premières manches, les 4 Heures de Silverstone et les 4 Heures de Monza, il a pu monter avec son coéquipier Anders Fjordbach sur la troisième marche du podium. La fin de saison n'aura pas été aussi prolifique mais il a fini toutes les courses. Il a ainsi marqué 46 points et se classa en 9e position du championnat pilote LMP2.
En 2018, Dennis Andersen s'est de nouveau engagé en European Le Mans Series avec l'écurie High Class Racing. Malheureusement, pour cette nouvelle saison, le châssis Oreca 07 avait dominé le championnat de la tête eu épaule et La saison de Dennis Andersen fût décevante avec comme performance un abandon lors des 4 Heures de Spa-Francorchamps et comme meilleure place une 9e position lors des 4 Heures de Silverstone et des 4 Heures de Portimão. Un dossier avait également été déposé par son écurie afin de participer aux 24 Heures du Mans mais malheureusement, seul une place sur la liste des réservistes leur fût attribuée.

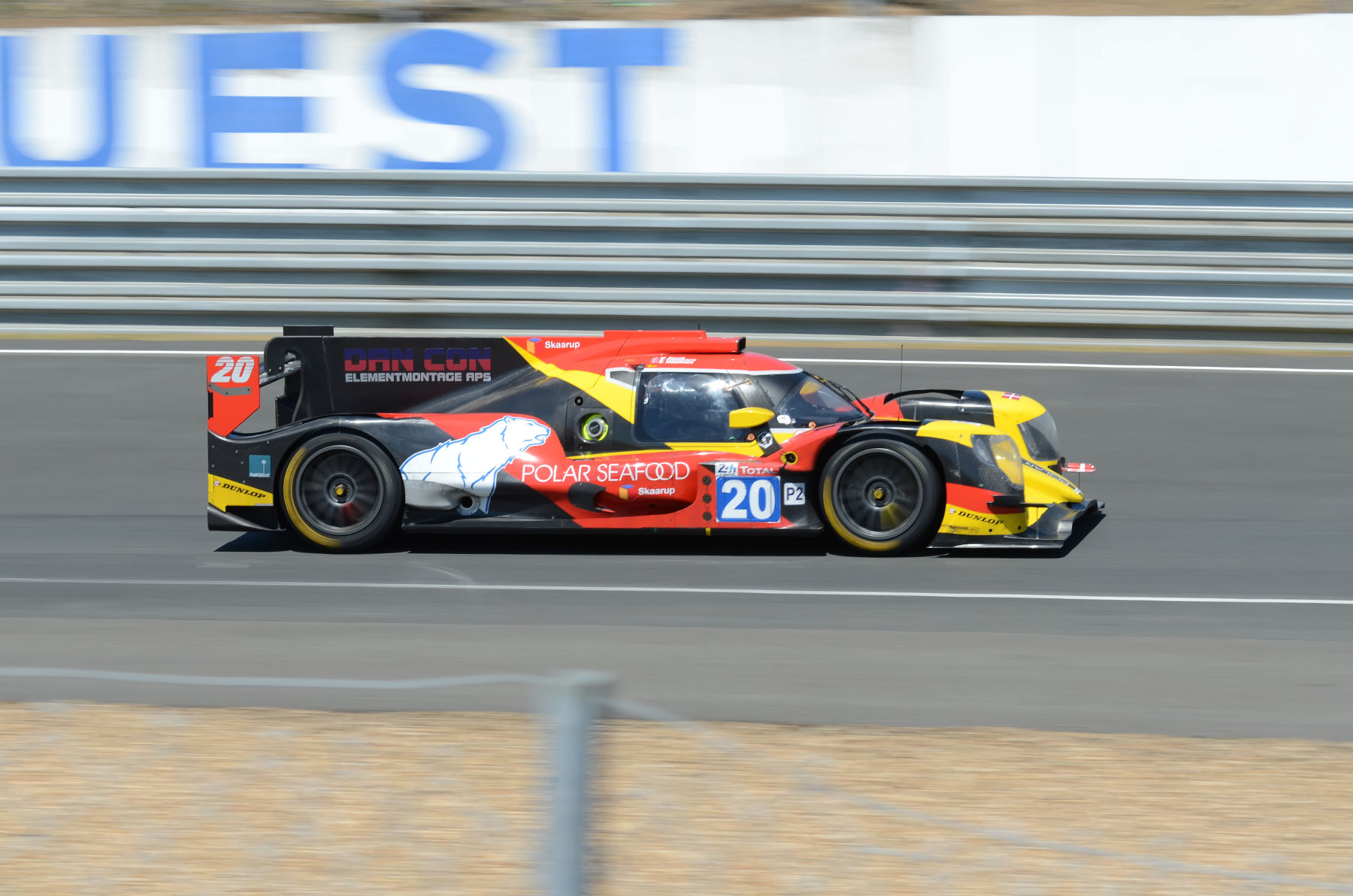
l'Oreca 07 de l'écurie High Class Racing lors des 24 Heures du Mans 2019

En 2019, Dennis Andersen a continué son engagement dans le championnat European Le Mans Series avec le High Class Racing. Par contre, cette campagne se réalisa avec une Oreca 07 et non pas la Dallara P217 utilisées les saisons précédentes car Anders Fjordbach et Dennis Andersen estimaient qu'elle avait plus de potentiel. La saison fût finalement décevante car malgré le changement de châssis, les performances ont été du même niveau que la saison précédente avec un abandon lors des 4 Heures de Barcelone et comme meilleure place une 9e position lors des 4 Heures du Castellet. Depuis plusieurs années, son écurie déposait un dossier afin de participer aux 24 Heures du Mans. Après avoir été originellement positionnée sur la liste des réservistes, l'écurie eu la bonne surprise de recevoir une invitation et de ce fait, Dennis Andersen a finalement participé à ces premiers 24 Heures du Mans. Afin de renforcer l'équipage dans cette épreuve, le pilote suisse Mathias Beche. Pour sa première participation, il a bouclé le double tour d'horloge pour finir en 11e position de la catégorie LMP2.
En 2020, pour la quatrième saison consécutive, Dennis Andersen s'est engagé dans le championnat European Le Mans Series avec le High Class Racing. Comme les années précédentes, Anders Fjordbach l'a accompagné en tant que copilote dans ce championnat. Le seul changement concerne les pneumatiques puisque l'écurie High Class Racing a roulé avec des gommes Michelin au lieu des gommes Dunlop précédemment. Pour la première course de la saison, les 4 Heures du Castellet, la voiture n'a pas vu le drapeau à damier à la suite d'un abandon dans les dernières minutes de la course. Pour les deux manches suivantes, les 4 Heures de Spa-Francorchamps et Le Castellet 240, il réalisa des courses assez anonymes en finissant en 13e position. Aux 4 Heures de Monza, il réalisa une très belle performance car l'Oreca 07 du High Class Racing a mené la course durant près de 71 tours pour finir en 3e position, son meilleur classement depuis les 4 Heures de Monza 2017. La saison s'est ensuite fini sur une bonne note avec une 6e place lors des 4 Heures de Portimão. Il a ainsi marqué 24 points et se classa en 9e position du championnat pilote LMP2 en égalant ainsi sa meilleure performance de 2017. Concernant les 24 Heures du Mans, l'écurie High Class Racing avait déposé deux dossiers d'inscriptions mais une seule des deux voitures avait été retenue par le Comité de Sélection. La seconde figurait au 4e rang sur la liste des réservistes. De ce fait, Dennis Andersen n'a pas pu réitérer son expérience de la saison précédente car c'est l'équipage qui participait au Championnat du monde d'endurance FIA 2019-2020 qui fût retenu pour la classique mancelle.
En 2021, pour la première fois de sa carrière, Dennis Andersen s'est engagé, toujours avec l'écurie High Class Racing, dans le Championnat du monde d'endurance FIA 2021. Pour cette nouvelle aventure, il a été accompagné de son fidèle copilote depuis des années Anders Fjordbach et du très expérimenté Jan Magnussen.

## Palmarès

### Résultats aux24 Heures du Mans
| Année | Écurie            | Copilotes                      | Voiture           | Classe | Tours | Pos. | Class Pos. |
| ----- | ----------------- | ------------------------------ | ----------------- | ------ | ----- | ---- | ---------- |
| 2019  | High Class Racing | Anders Fjordbach Mathias Beche | Oreca 07 - Gibson | LMP2   | 356   | 16e  | 11e        |

### Résultats enEuropean Le Mans Series
| Année | Ecurie            | Châssis      | Moteur                     | Classe | 1        | 2      | 3        | 4      | 5        | 6      | Position | Points |
| ----- | ----------------- | ------------ | -------------------------- | ------ | -------- | ------ | -------- | ------ | -------- | ------ | -------- | ------ |
| 2017  | High Class Racing | Dallara P217 | Gibson GK428 4,2 l V8 Atmo | LMP2   | SIL 3    | MON 3  | RBR 8    | LEC 9  | SPA 8    | POR 7  | 9e       | 46     |
| 2018  | High Class Racing | Dallara P217 | Gibson GK428 4,2 l V8 Atmo | LMP2   | LEC 13   | MON 14 | RBR 12   | SIL 9  | SPA Abd. | POR 9  | 24e      | 5.5    |
| 2019  | High Class Racing | Oreca 07     | Gibson GK428 4,2 l V8 Atmo | LMP2   | LEC 9    | MON 16 | BAR Abd. | SIL 11 | SPA 15   | ALG 12 | 23e      | 4      |
| 2020  | High Class Racing | Oreca 07     | Gibson GK428 4,2 l V8 Atmo | LMP2   | LEC Abd. | SPA 13 | LEC 13   | MON 3  | POR 6    |        | 9e       | 24     |